# Palaeeudyptinae
A Palaeeudyptinae a madarak (Aves) osztályának pingvinalakúak (Sphenisciformes) rendjébe, ezen belül a pingvinfélék (Spheniscidae) családjába tartozó fosszilis alcsalád.

## Tudnivalók
A fosszilis Palaeeudyptinae alcsaládba egyaránt tartoznak közepes méretű pingvinek és egészen óriásiak is, mint például az egy méternél nagyobb Palaeeudyptes marplesi, a másfél méteres Icadyptes salasi, és az ennél is nagyobb Anthropornis-fajok; a Pachydyptes ponderosus testtömege megegyezett egy kifejlett férfi testtömegével. További elfogadott taxonok: az Archaeospheniscus és a Platydyptes pingvinnemek.
Óriásméretük ellenére, a pingvineknek egy ősi, kezdeti ágát képviselik. Egyes taxonok esetében – habár azok már elvesztették a röpképességüket – a szárnyak még nem alakultak át egészen a mai pingvinekre jellemző, erős evezőlapáttá. Habár a singcsont (ulna) és orsócsont (radius) már ellaposodtak az úszást segítve, a könyök (cubitus) és a csukló (articulatio radiocarpalis) még mindig eléggé hajlíthatóak maradtak. A kihalásukhoz valószínűleg az oligocén és miocén korokban megjelent tengeri emlősök, azaz a cetek és az úszólábúak vezettek.
Ennek a fosszilis alcsaládnak a fajai Új-Zélandon, az Antarktiszon, Dél-Amerikában és talán Ausztráliában is éltek. Az első fajok, körülbelül az eocén közepén vagy végén jelentek meg, és az oligocén végéig maradtak fenn. Egy kutatók az ősi megjelenésű, Anthropodyptes gilli-t is ide sorolják; ez a madár Ausztrália partjain élt a miocén kor közepéig - mások szerint nem áll közelebbi rokonságban a főleg patagóniai származású Palaeeudyptinae-fajokkal és idehelyezése kérdéses. A korábbi rendszerezések szerint, minden olyan fosszilis fajt, melyet nem lehetett besorolni a mai pingvinnemekbe, a Palaeeudyptinae alcsaládba helyezték; manapság viszont ez a rendszerezési forma elavult és többé nem javasolt. Ettől eltérően, meglehet, hogy az új-zélandi-antakrtiszi-ausztráliai, Delphinornis, Marambiornis és Mesetaornis taxonok mégis ebbe az alcsaládba tartoznak. Továbbá az is meglehet, hogy a Duntroonornis parvus és a Korora oliveri az őspingvineknek egy kisebb, de fejlettebb ágát képviselik.
Az alcsaládot, melybe annak idején csak a névadó típusnem tartozott, 1946-ban George Gaylord Simpson amerikai őslénykutató alkotta meg. A többi nemi és faji szintű taxon akkortájt, a ma már szinonimaként használt Anthropornithidae családszintű taxonba volt helyezve. A szócikkben használt rendszerezés 1962-ből származik; ezt Brian John Marples brit zoológus állította össze a legújabb leletek és kutatási eredmények alapján. Szintén Marples vonta össze az Anthropornithidae-t a Palaeeudyptinae-val.
2017-ben paleontológusok Új-Zélandon egy újabb óriáspingvin-faj fossziliáit fedezték fel, amelyeket az eddig ismert legnagyobb óriáspingvinek méretét is meghaladják.

### Fordítás
- Ez a szócikk részben vagy egészben  a   Palaeeudyptinae című angol Wikipédia-szócikk ezen változatának fordításán alapul.  Az eredeti cikk szerkesztőit annak laptörténete sorolja fel. Ez a jelzés csupán a megfogalmazás eredetét és a szerzői jogokat jelzi, nem szolgál a cikkben szereplő információk forrásmegjelöléseként.